# بخش چتفیلد (شهرستان کرافورد، اوهایو)
بخش چتفیلد (به انگلیسی: Chatfield Township) یک منطقهٔ مسکونی در ایالات متحده آمریکا است که در شهرستان کرافورد، اوهایو واقع شده‌است.
 بخش چتفیلد ۷۷٫۶۲ کیلومتر مربع مساحت و ۷۲۴ نفر جمعیت دارد و ۲۹۹ متر بالاتر از سطح دریا واقع شده‌است.